# Vil Coyote
Pour les articles homonymes, voir Coyote (homonymie).
Vil Coyote (Wile E. Coyote en version originale, E. pour Ethelbert) est un personnage de dessin animé de la série Looney Tunes et Merrie Melodies (Bip Bip et Coyote), créé par Chuck Jones en septembre 1949. Le personnage apparaît pour la première fois dans le court-métrage Vite fait, mal fait aux côtés de son éternelle proie Bip-Bip.

## Création
Il apparaît pour la première fois dans le court métrage Fast and Furry-ous (1949).
Quasiment toujours à la poursuite de Bip Bip (Road Runner, en VO), le grand géocoucou, ce génie décharné a, au cours des 43 films où il est apparu, inventé de multiples outils servant à bâtir des pièges pour attraper sa proie.
Il a payé très cher ses pulsions obsessionnelles : on ne compte plus les explosifs, les murs de briques camouflés, les falaises cachées et les catapultes qui se sont retournés contre lui pour l'écraser. Mais cela ne l’a jamais découragé… Il a aussi poursuivi Bugs Bunny dans Operation: Rabbit (1952), Compressed Hare et Hare-Breadth Hurry (1963).

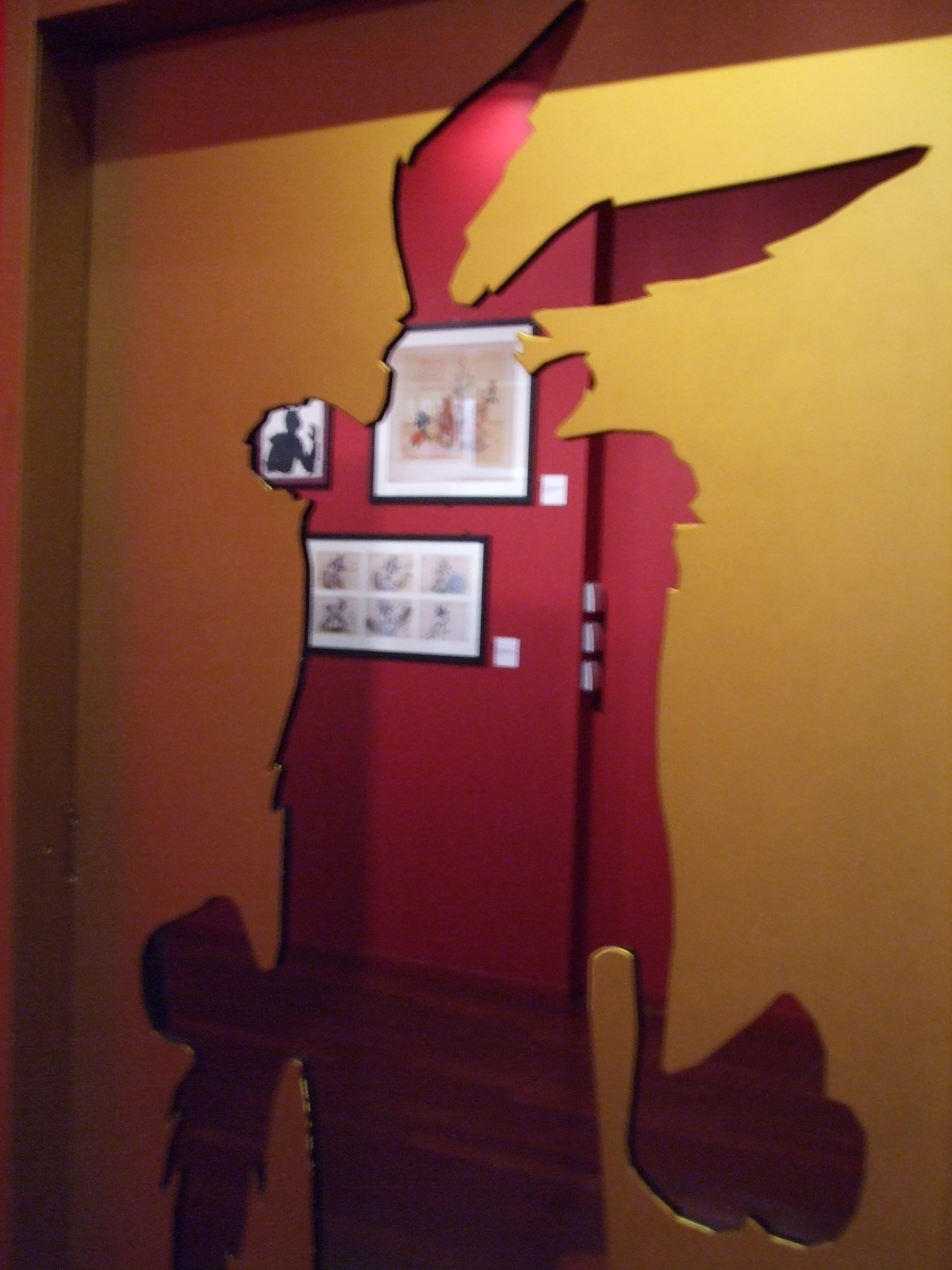
Personnage ingénieux mais malchanceux, Vil passe violemment à travers un mur en y laissant un trou avec sa silhouette.

## Vil Coyote et Ralph le loup
Le cousin[réf. nécessaire] et sosie de Vil Coyote, Ralph le loup (Ralph Wolf, en VO), apparaît dans une série dans laquelle il tente de voler les moutons gardés par Sam le chien de berger à la mèche rouge (Sam Sheepdog, en VO). Mais il ne s'en sort pas mieux que Vil Coyote avec Bip Bip. En revanche il parle, alors que Vil Coyote ne s'exprime que par panneaux, sauf dans les dessins animés où il apparaît avec Bugs Bunny. De plus, Ralph attrape toujours les moutons, mais lorsqu'il essaye de s'éclipser, il tombe truffe à truffe avec Sam.

## Dénominations
Parmi les gags récurrents inventés par Chuck Jones et l'équipe de Warner Bros. (chutes de pierre, chute d'une falaise, défectuosité des produits ACME), il faut noter les dénominations « latines » données au personnage dans les différents épisodes, sur le mode des taxons zoologiques (citées ici par ordre chronologique).
1. CARNIVOROUS VULGARIS (Vite fait, mal fait en 1949, Beep, Beep en 1952 et Going! Going! Gosh! en 1952) : Carnivore commun
2. ROAD-RUNNERUS DIGESTUS (Zipping Along en 1953) : Mangeur de Road-runner
3. EATIBUS ANYTHINGUS (Stop! Look! and Hasten! en 1954) : Mangeur de n'importe quoi
4. FAMISHIUS-FAMISHIUS (Ready, Set, Zoom! en 1955, Hook, Line and Stinker en 1958 et Hot-Rod and Reel! en 1959) : Affamé-Affamé
5. EATIBUS ALMOST ANYTHINGUS (Guided Muscle en 1955) : Mangeur de pratiquement n'importe quoi
6. EATIUS BIRDIUS (Gee Whiz-z-z-z-z-z-z en 1956) : Mangeur d'oiseau
7. FAMISHIUS FANTASTICUS (There They Go-Go-Go! en 1956) : Fantastiquement affamé
8. ETERNALII FAMISHIUS (Scrambled Aches en 1957) : Éternellement affamé
9. FAMISHUS VULGARUS (Zoom and Bored en 1957) : Affamé commun
10. FAMISHIUS VULGARIS INGENIUSI (Whoa, Be-Gone! en 1958) : Affamé commun ingénieux
11. EATIUS-SLOBBIUS (Hip Hip-Hurry! en 1958) : Mangeur vulgaire
12. HARDHEADIPUS OEDIPUS (Wild About Hurry en 1959) : Tête dure et pieds enflés
13. CARNIVOROUS SLOBBIUS (Fastest with the Mostest en 1960) : Carnivore vulgaire
14. HARD-HEADIPUS RAVENUS (Hopalong Casualty en 1960) : Vorace à la tête dure
15. EVEREADII EATIBUS (Zip 'N Snort en 1961) : Toujours prêt à manger
16. APETITIUS GIGANTICUS (Lickety-Splat en 1961) : Appétit gigantesque
17. HUNGRII FLEA-BAGIUS (Beep Prepared en 1961) : Sac-à-puces affamé
18. OVERCONFIDENTII VULGARIS (Zoom at the Top en 1962) : Présomptueux commun
19. CANINUS NERVOUS REX (War and Pieces en 1964) : Roi des Chiens nerveux (référence à Tyrannosaurus rex)
20. GROTESQUES APPETITUS (Freeze Frame en 1979) : Grotesque appétit
21. NEMESIS RIDUCLII (Soup or Sonic en 1980) : Ennemi juré ridicule
22. DOGIUS IGNORAMIUS (Chariots of Fur en 1994) : Chien ignorant
23. CANIS LATRANS (The Whizzard of Ow en 2003) : Véritable nom latin du coyote.
24. DESERTUS-OPERATIVUS IDIOTICUS (Looney Tunes: Back in Action en 2003) : Agent du Désert idiot
25. POULTRIUS DEVOURIUS (By Popular Demand Series - Judge Granny Case 2 et dans Wild Kingdumb sur Webtoon) : Dévoreur de volaille
26. VIL BANDIZTERIK (Over the Foy's en 2013) : Vil le bandit hystérique

## Déclinaisons du personnage

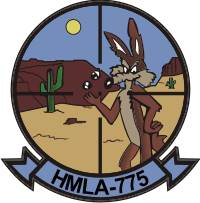
Vil Coyote figure sur l'insigne du HMLA-775, 775ème Escadron américain d'hélicoptères légers d'attaque USMC (Corps des Marines des États-Unis).

Vil Coyote est décliné en stickers, statuettes et figurines. Une des plus grande figurine est réalisée par les studios Muckle à 555 exemplaires et mesure 121,8 cm. Sa fameuse empreinte écrasée a aussi été sculptée par GCB dans un bloc de calcaire. 